# San Pablo (Ecuador)

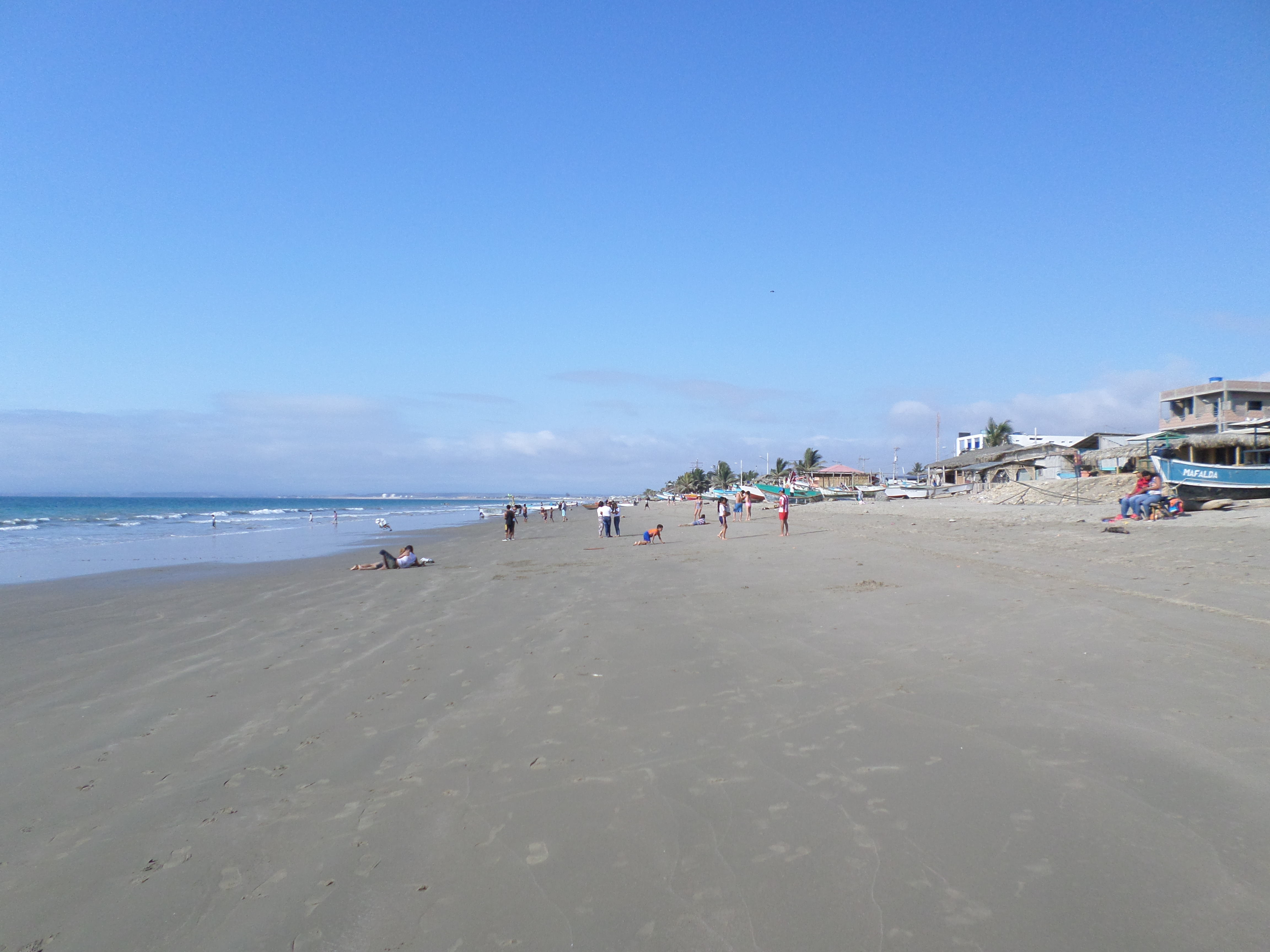
Playa de San Pablo

San Pablo es una comuna de Ecuador. Se encuentra a 16 km de la cabecera cantonal de Santa Elena y 28 km de Salinas, con un área de 320 km de extensión territorial; Su población se aproxima a 7.000 habitantes, en su mayoría dedicados a la pesca artesanal, la gastronomía de mariscos y la reproducción de larvas de camarones. El clima es seco, con una temperatura promedio anual de 25 grados centígrados y la zona de playa tiene una prolongación de 8 km cuadrados. Por el pueblo pasa la anterior Ruta del Sol, conocida hoy como Ruta del Spondylus.

## Historia

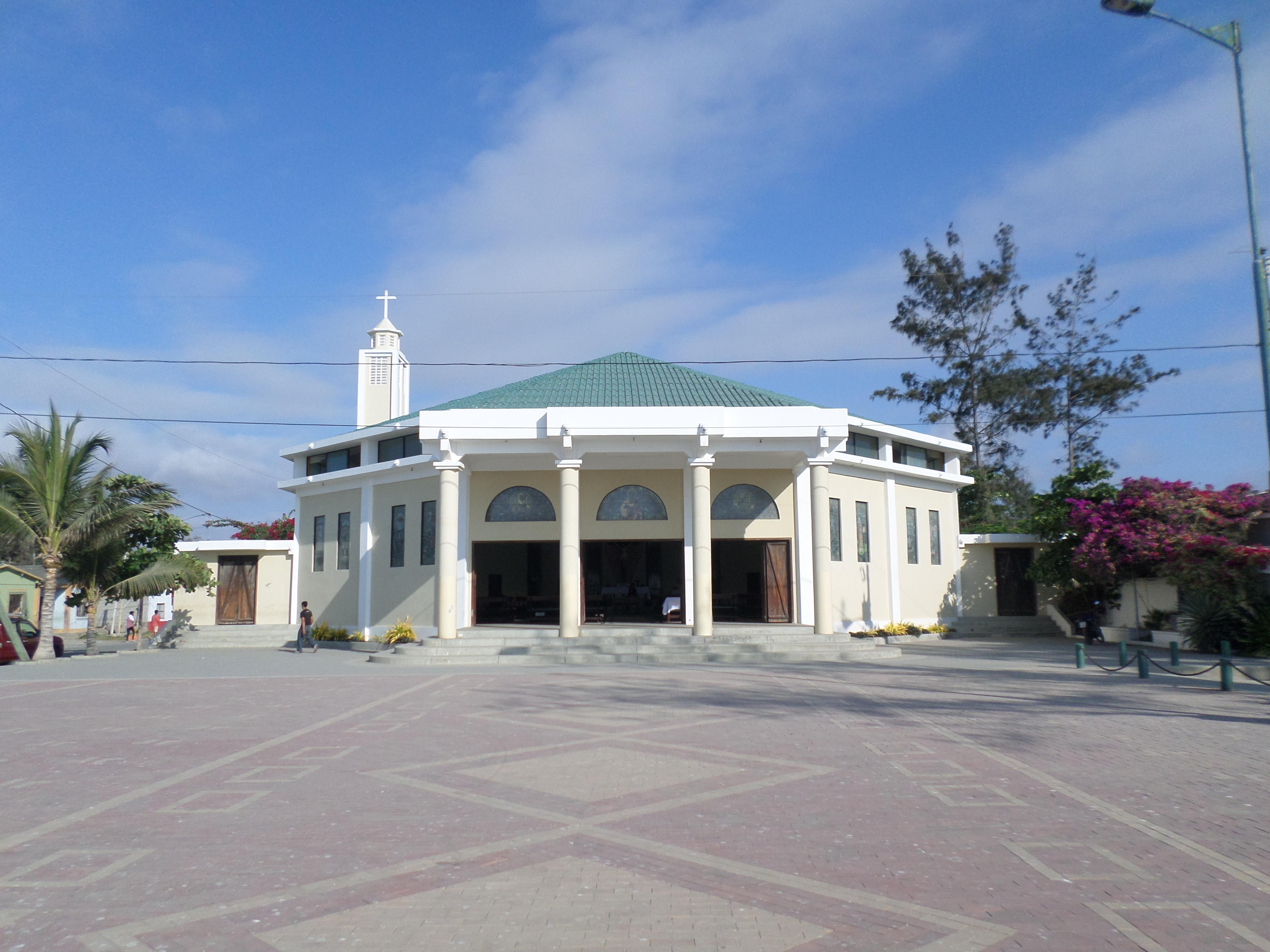
Parroquia Eclesiástica San Pablo

Anteriormente a esta comuna se la conocía con el nombre de Cangrejo, debido a que existían muchas de estas especies a la orilla del mar. Las personas podían observar cangrejos saliendo de sus cuevas, los cuales se juntaban cerca de la orilla del mar y no permitían la cercanía de los bañistas y cuando la mar subía estos corrían a refugiarse. La antigua comuna de Cangrejos abarcaba las zonas de punta Barandúa hasta la parte de las fábricas y piscinas de sal Pacoa.
Tiempo después surge el nombre de San Pablo debido a que el comunero Francisco Jiménez llevó la imagen de un Santo que fue el apóstol de Jesús llamado San Pablo, los habitantes en su mayoría devotos a la religión católica, decidieron bautizar a esta comunidad con dicho nombre.

La comuna fue fundada el 22 de febrero de 1938, hoy en día cuenta con 2833 comuneros asociados en el MAGAP, según datos actualizados en diciembre del 2024.

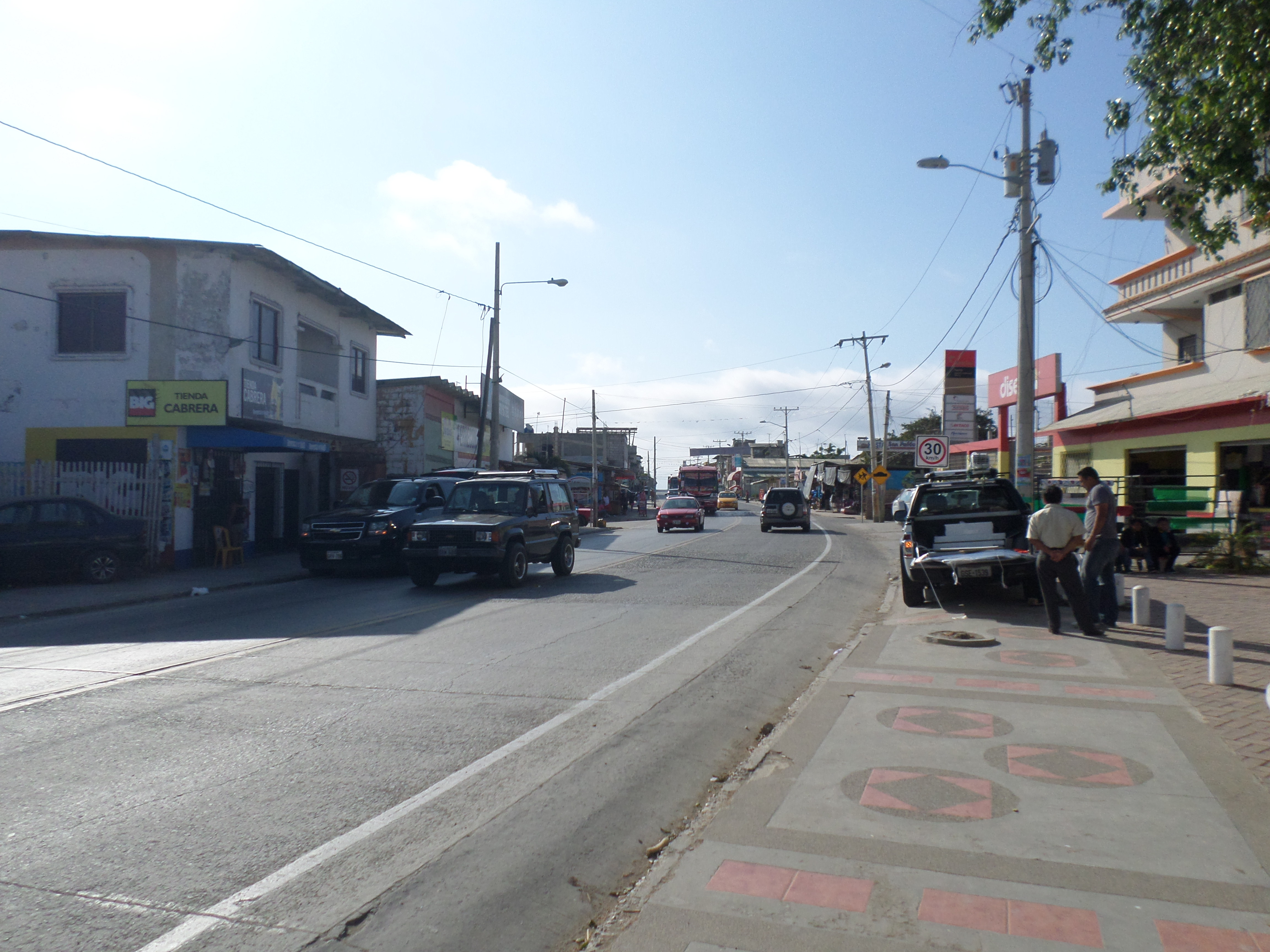
Ruta del sol pasando por San Pablo

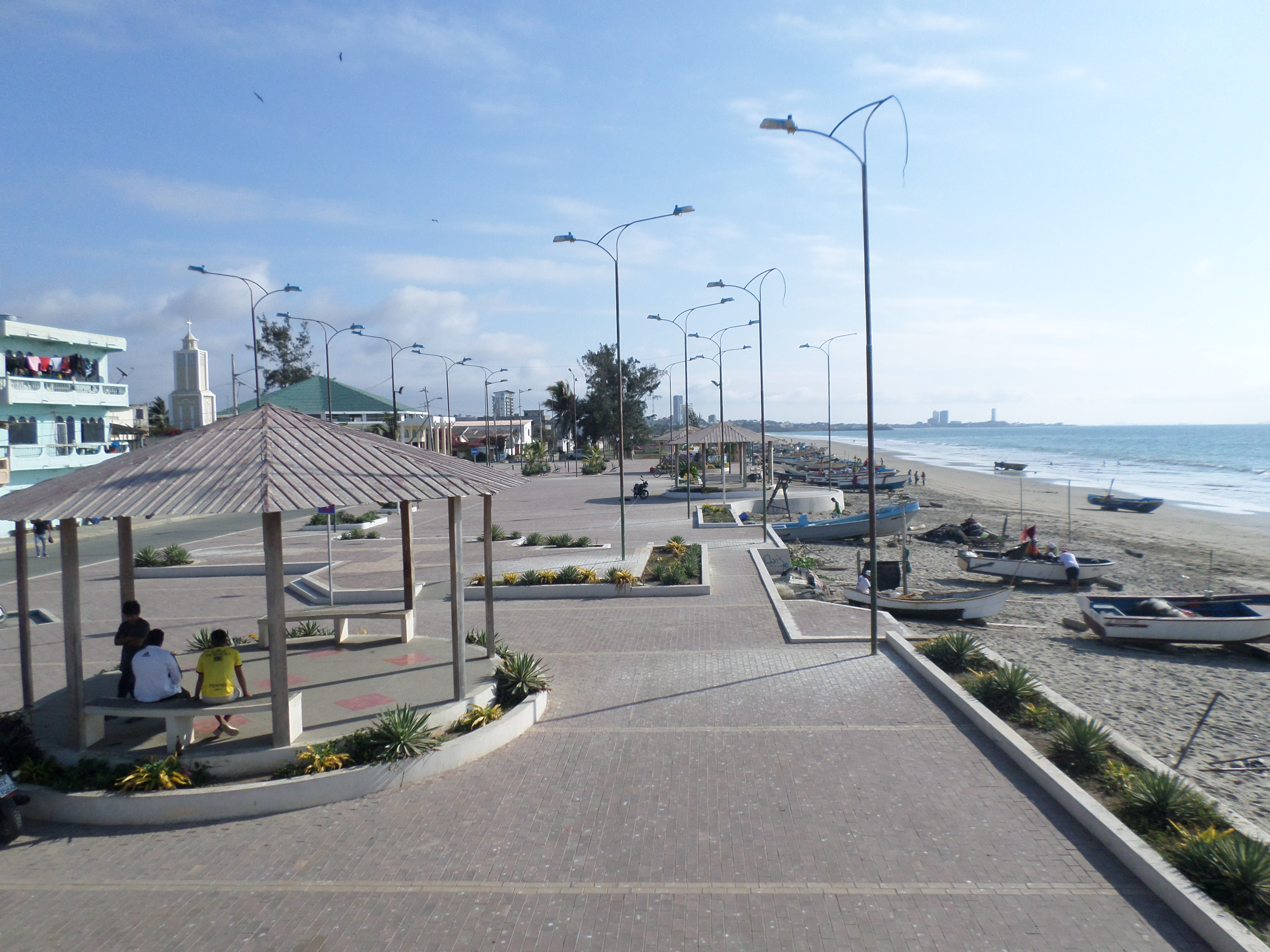
Malecón de la comuna

La actividad más importante de la zona es la pesca. Se conoce que en San Pablo además de peces de consumo también se pescan larvas de camarón ya que en esta comuna existen laboratorios para el tratamiento de estos crustáceos. Así mismo, otra actividad económica importante es la venta de comida. La mayoría de la población de la comunidad de San Pablo, se encuentran trabajando en las visceradoras de sardina, los pescadores hacen faenas de pesca a diario. Algunas personas se dedican a la venta de artesanías.
Las familias están compuestas por 6 o más miembros, las casas están construidas en su mayoría de cemento, gracias al Plan internacional-Santa Elena, otras casas conservan su estilo de caña, y otras son de construcción mixta.
La Comuna de San Pablo cuenta con 13 barrios:
- 10 de agosto
- Abdon Calderón
- Brisas del mar
- 25 de Julio
- Velasco ibarra
- Salitral
- Bellavista
- 16 de Febrero
- Santa Elena
- Los vergeles
- Narcisa de Jesús
- Las Peñas
- 6 de Febrero[3]

La comuna cuenta con un dispensario del IESS Seguro Social Campesino y un dispensario del MSP